# 第4期名人戦(旧) (囲碁)
第4期名人戦(旧)（だい4きめいじんせん）
囲碁の名人戦第4期は、1964年（昭和39年）から1965年に行われ、名人戦2連覇の坂田栄男に対して23歳の林海峰八段が挑戦者となり、挑戦手合七番勝負で林が4勝2敗で名人位を獲得した。

## 方式
コミは5目（ジゴは白勝ち）。持時間はリーグ戦、挑戦手合は各10時間の二日制。

## 結果

### 挑戦者決定リーグ戦
挑戦者決定リーグ参加棋士は、前期シードの藤沢秀行、呉清源、藤沢朋斎、木谷實、林海峰、橋本昌二と、新参加の高川格、大平修三、榊原章二の計9名。しかし木谷が高血圧のために欠場となり、リーグ戦は8名で行われた。
前年にリーグ入りして4勝4敗だった林海峰七段は、リーグ中に八段昇段し、師匠の呉清源にも勝って5勝1敗となり、最終戦で4勝2敗の藤沢朋斎と対戦する。勝った方が挑戦者となる一番だったが、白番の藤沢がマネ碁を試み、1957年の呉清源との二番碁の局面と73手まで同型となった。74手目で藤沢は手を変えて、ここから白有利に進んだが、黒が逆転勝ちし、6勝1敗で林が挑戦者となった。
またこの年は呉清源が、1961年の交通事故の後遺症で頭痛や精神錯乱も起こすような状態になっていて、終盤に乱れることが多くなり、とうとう7戦全敗で陥落することとあった。

### 挑戦手合七番勝負
坂田は名人2連覇、本因坊5連覇中で、前年の1964年には7冠達成と、まさに快進撃中であり、事前の予想では圧倒的に坂田有利とされ、弱冠23歳の林が1勝でもあげれれば上出来とさえ言われた。その中で藤沢秀行は「林ちゃんはわれわれと五分のところまできている」と評価し、この年の本因坊戦で坂田への挑戦者になっていた山部俊郎も坂田の微かな不調を指摘して「今ならリンちゃんにのりたいね」と評していた。第1局は先番坂田が、持ち時間10時間の半分も使わずに完勝し、対局後に坂田の語った「20代の名人などあり得ないよ」という持論は後々まで喧伝されることになった。第2局で坂田は中央に大模様を張る作戦をとったが、逆転で敗れる。第3局は大乱戦の末に白番林がジゴ勝ちし、2勝1敗とリードする。第4局も林が勝ち、第5局は坂田が先番で1勝を返したが、第6局は林が序盤からペースを掴んでそのまま押し切り、ついに4勝2敗で名人位を獲得した。
七番勝負（1965年）（△は先番）
23歳の名人誕生は、読売新聞では社会面の半分を使って報じ、林の故郷台北でも大きく取り上げられるなど、社会的にも注目され、昭和世代が大正世代に肉薄していることの象徴にもなった。

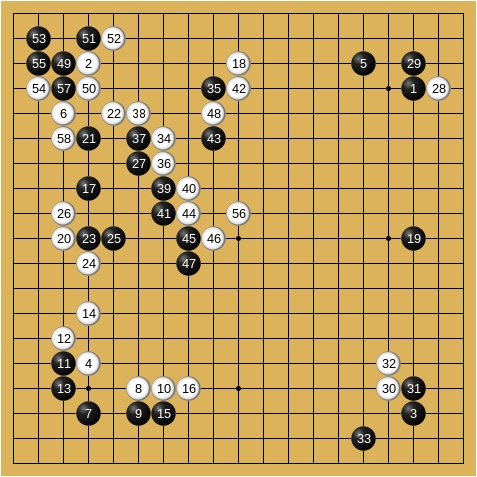
坂田栄男(先番)-林海峰 1-56手

## 対局譜
天王山でジゴ勝ち 第4期名人戦挑戦手合七番勝負第3局 1965年8月19-20日 坂田栄男(先番)-林海峰
第3局で先番坂田は得意の三々布石に戻り、序盤で三隅を取る進行となる。黒17は作戦の岐路で、上辺にヒラク手もある。黒19も左辺を構えておくのも有力で、白20から攻撃の主導権をとった。黒21、白22の交換も黒が重くなっており、黒は23ツケから打っていれば十分の手順。白34の時に黒35の肩ツキが鋭い着想で、白42、黒43と進むと43が白石の急所に迫っている。そのため白44はまずく、48から打つべきだった。黒49と左上隅に手を付けていった後、53で40の上に切り、白が上辺を受けた時に44の右に切り、白40の右、黒ノビ、以下ズラズラとノビていて、右下の白を飲み込むように打てば優勢だった。黒55も狙いが小さく、白56と戻られて手広い局面となり、黒57も白58と替わって疑問だった。1日目は65手目が封じ手となったが、その後林は胃の具合が悪くなって吐いてしまい、翌朝もお粥だけで二日目に臨んだ。

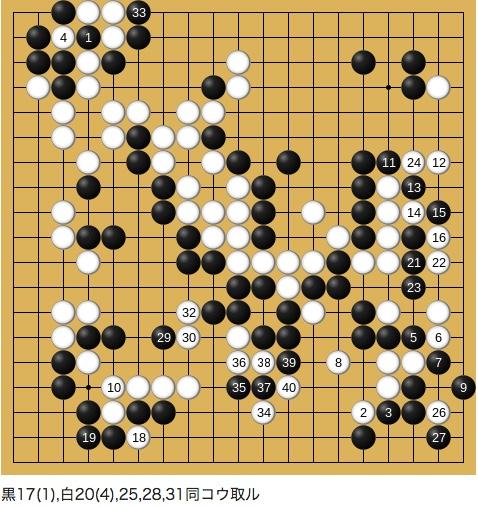
坂田栄男(先番)-林海峰 129-168手

中央の白のダメ詰まりを狙いながら、黒は右下の白を切り離し、難解な局面となり、白90手目は1時間13分、黒91は59分の長考合戦となった。左上の黒の生きを巡って出入り55目の大コウとなり、黒が優勢となっている。白2（130手目）も損コウだがやむをえない。黒11に白は12の下に一路控えるのが本手で、白12としたために黒13、15が妙手で厳しい。黒31、33でコウを解消したが、31で32に押さえておけば、白は下辺の生きに苦労するはずだった。黒35も打ちすぎで、34の2路右などに打っておけば優勢を維持できた。白40となって黒2目が逃げにくく逆転している。その後両者とも秒読みになり、双方に疑問手が出て、幾度も逆転が起きていたが、ヨセの段階では黒がやや優勢で進んだ。しかし終局直前黒291手目が敗着で、手止まりの関係で1目損となり、白が最後の半コウを継いで、303手まで盤面黒5目勝ち、コミを引いて白のジゴ勝ち。この第3局が七番勝負の天王山となった。
青年名人の誕生 第4期名人戦挑戦手合七番勝負第6局 1965年8月19-20日 坂田栄男-林海峰(先番)

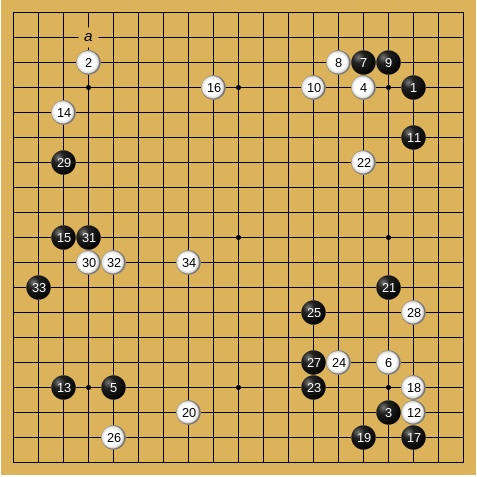
坂田栄男-林海峰(先番) 1-34手

白20で右辺ヒラキは小さいと見た。黒27は28の下に攻めるのが良かった。白30が疑問で、2路上の肩ツキから上辺を広げる方が勝る。この後黒は上辺aから隅を荒らし、上辺でも戦果をあげてペースをつかみ、下辺でも白の失着を咎めて大きな地を作って優勢。そのまま押し切った。坂田は夏バテの上に歯痛で、コンディションが悪い時の七番勝負となり、林は「坂田先生の体調の悪いときにあたり、幸運と偶然が重なった結果です」と語った。

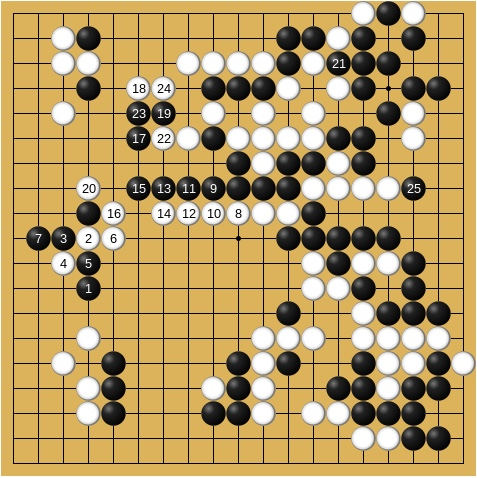
林海峰-呉清源(先番) 129-153手

恩師に白番で勝利 第4期名人戦挑戦者決定リーグ戦 1965年8月19-20日 林海峰-呉清源(先番)
林は師の呉との公式対局は、前期の名人戦リーグについで2局目で、前期は先番で負かされている。今期は白番で当たったが、右下隅の分かれで苦しくし、右辺のサバキも重く、コウ争いを経て右辺を大きく取られて敗勢となる。黒1（129手目）では、11に打っておけばわかりやすかった。白2から味をつけて、8から黒のシメツケを狙うが、上辺との攻め合いを狙った黒19が敗着で、これで25にツケていれば何でもなかった。後から黒25とツケたが、白からのシメツケが利いてしまい、左辺の黒への猛攻を加えて大逆転となった。

## 注
1. ↑  『囲碁風雲録』